# Hagen Reinhold

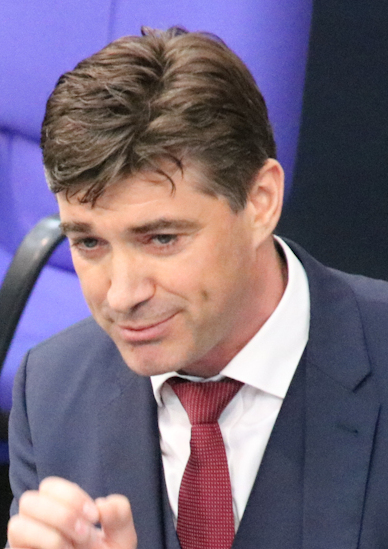
Reinhold em 2018

Hagen Reinhold (nascido em 23 de março de 1978) é um político alemão. Nascido em Wismar, ele representa o Partido Democrático Livre (FDP). Reinhold é membro do Bundestag pelo estado de Mecklenburg-Vorpommern desde 2017.
Em 12 de março de 2020, durante a pandemia de COVID-19, foi anunciado que Reinhold havia testado positivo com o coronavírus.